# Legio II Parthica
A Legio II Parthica (legio secunda parthica, II. parthiai légió) egy római légió volt. Jelvénye a kentaur volt.

## Története
Az egységet és testvérlégióit, a I Parthica és III Parthica légiókat Septimius Severus császár hozta létre pártus hadjárata számára. Cassius Dio szerint a háború lezárultával az utóbbiak a Közel-Keleten maradtak, a II.-at viszont visszavonták Itáliába, ahol Róma mellett az Alban-hegységben kapott egy erődítményt (emiatt néha alban légióként, katonáira pedig albanokként hivatkoztak). Az erőd (Castra Albana) helyén ma Albano Laziale város található.
Régészek megtalálták a légió temetőjét, amelynek szinte egyedülálló sajátossága, hogy a sírköveken feltüntették a katonák századát (centuriáját) is. Ez a szokás az Itáliától messze (pl. a Duna-mentén) került légiósok esetében is megmaradt. Hasonló szokás csak az Alexandriában állomásozó Legio II Traiana Fortisnál uralkodott, ezért van olyan feltételezés, hogy a II Parthica katonáit a másik légióból toborozták. 230 körül viszont a légió újoncai már Illyricumból származtak.
A legtöbb légiótól eltérően a II Parthica nem a birodalom határait védte, hanem Rómában és Közép-Itáliában tartotta fenn a rendet, emellett stratégiai tartalékként szolgált. A 2. században gyakran előfordult, hogy amikor egy vészhelyzet elhárítására légiókat vontak össze a határon, az eredeti provincia védtelenül maradt. Ezek biztosítására a II Parthicát, esetleg a pretoriánus gárdát küldték ki. Valószínű, hogy a gárda praefectusa a II Partica parancsnokának felettese volt.
A stratégiai tartalékot feltehetően bevetették Septimius Severus 208-211-es britanniai hadjárata során, majd fia és utódja, Caracalla 213-as alemannok elleni háborújában. Utóbbit Wormsban talált feliratok valószínűsítik, bár származhatnak Severus Alexander és Maximinus Thrax germániai hadjáratából (234-236) is. A II Parthica 214-217-ben harcolt a pártusok ellen; parancsnoka részt vett Caracalla meggyilkolásában és támogatta a praetoriánus gárda praefectusának, Macrinusnak császárrá választását.
217/218 telén a légió Syria provinciában, Apameában állomásozott, ahol egy újabb trónkövetelő, Bassianus (később felvett nevén Heliogabalus) pártját fogta. Heliogabalus trónra lépése után az egységet Pia Fidelis Felix Aeterna ("örökké hűséges, lojális és szerencsés") melléknévvel jutalmazta. 218/219-ben a légió elkísérte a Rómába utazó Heliogabalust.
231-ben Severus Alexander hadjáratot szervezett a pártusokat felváltó és erőteljesen terjeszkedő Szászánida Birodalom ellen. A II Particát ismét Apameában szállásolták el. A háborúban az Eufrátesznél sikerült megállítani a perzsák előrenyomulását.
A győzelem után a császár Illyricumon keresztül a Dunához, majd a Rajnához vonult, ahol 234-ben a légió is harcolt az alemannok ellen. Katonái éppen Moguntiacumban (Mainz) tartózkodtak, amikor 235-ben a Legio XXII Primigenia lázadása során Severus Alexandert meggyilkolták. Ezután Maximinus Thrax trónigényét támogatták.
A következő években a II Parthica részt vett Maximinus szarmaták elleni háborújában (a mai Magyarország területén), majd Itáliába vonult, ahol a szenátus fellázadt a császár ellen és két ellencsászárt választottak, Pupienust és Balbinust. A légió katonái Aquileia ostroma alatt attól tartottak, hogy a szenátus bosszút állhat Albában élő rokonaikon, ezért végül megölték Maximinus császárt, a fiát és a tanácsadóit, a fejeiket pedig elküldték Rómába.
Ezután ismét a szíriai Apameába vezényelték őket, majd harcoltak Gordianus császár szászánidák elleni háborújában Mesopotamia provinciában (242-244).
249 februárjában a légió visszatért az Alban-hegyekbe. Az év második felében harcoltak a császár riválisa, Decius ellen, de Verona (vagy a macedoniai Beroea) mellett vereséget szenvedtek.
Feliratok tanúsága szerint a század második felében a birodalom különböző pontjain tartózkodtak, de a pontos sorrend megállapítása nehézkes. Gallienus és Postumus konfliktusában az előbbit támogatták, amiért kiérdemelték előbb a Pia V Fidelis V ("ötször hűséges, ötször lojális"), végül a Pia VII Fidelis VII melléknevet. Feliratok szerint ott voltak Bordeaux-ban, Arabia Petraea-ban (feltehetőleg Aurelianus Palmürai Zenóbia elleni 272-es hadjárata okán), valamint Thraciában, Numidiában és Ciliciában is. Nem tudni, hogy az utóbbi helyeken mikor tartózkodtak, bár Cilicia 276-282 között hadszíntér volt.
A II Parthica a 3. század végén Itáliában tartózkodott. Majdnem bizonyos, hogy Nagy Konstantin 312-es győzelme után, amikor Maxentius támogatásért felszámolta a praetoriánus gárdát, egyúttal feloszlatta a II. parthiai légiót is.
A következő században egy azonos nevű légió a II Armeniaca és II Flavia légiókkal együtt a Tigris felső folyásánál, Bezabdében (ma Cizre) tartózkodott. Feltehetően az eredeti légió egyik alegysége volt, amely elkerülte a feloszlatást és légióstátuszt kapott. A perzsák 360-ban elfoglalták Bezabdét, a légiót ezután többé nem említik.